# Chocolate Spoon
Chocolate Spoon – polski zespół powstały w Warszawie w połowie lat 80.
Liderem zespołu jest Wojtek Kubiak. Skład osobowy zmieniał się wiele razy a najczęściej perkusiści. Chocolate Spoon koncertowali na wielu przeglądach i festiwalach w Polsce (m.in. Fama i Jarocin) i zagranicą. Występowali również z zagranicznymi gwiazdami The Brandos i Bobem Geldofem. Największym przebojem zespołu jest piosenka „Hey ho rock'n'roll” z 1994 roku oraz ballada „Jestem wolny”.

## Skład zespołu[potrzebnyprzypis]
Obecnie Chocolate Spoon jest w trakcie przygotowań do powrotu na scenę. Zespół, oprócz Wojtka Kubiaka, tworzą trójmiejscy muzycy:
- Aleksander „Olek” Rzepczyński – gitara basowa (DeFibrylators, Wilkołak, Ziętek Band, Słodki Całus od Buby, Krewni i Znajomi Królika, Paweł Orkisz, Double Bubble i inne)
- Maciej „Czarny” Dombrowski – perkusja (No Limits, Leszcze, DeFibrylators, Wilkołak, Krewni i Znajomi Królika, Double Bubble i inne)
- Łukasz Zięba – skrzypce  (Trzy Majtki, Smugglers, Szela i inne)

### Dawniej
- Wojtek Kubiak – śpiew, gitara
- Krzysiek Szymański – gitara
- Mariusz Nałęcz-Nieniewski – gitara
- Marcin Balicki – gitara basowa
- Piotr Bańkowski – perkusja (To da bone)
- Jarosław Szlagowski – perkusja (Oddział Zamknięty, Lady Pank, Maanam, Tadeusz Nalepa, Fotoness i inne)
- Ireneusz Szczygieł – perkusja
- Marcin Kalisz – perkusja
- Piotr „Posejdon” Pawłowski – perkusja (Closterkeller, Porter Band, Mech, Virgin)
- Piotr „Stopa” Żyżelewicz – perkusja (Voo Voo, Armia, Izrael i inne)
- Piotr Ożerski – gitara (Oddział Zamknięty)
- Maciej Stocki – gitara basowa
- Andrzej Nowicki – gitara basowa (Perfect, Morawski Waglewski Nowicki Hołdys, Voo Voo, Mech)
- Marek „Bruno” Chrzanowski – gitara basowa (Albert Rosenfield, Wilki)
- Tomasz Gąssowski – gitara basowa
- Michał Podoski – harmonijka ustna
- Krzysztof Zawadka – gitara (Oddział Zamknięty, Daab, Kayah, T.Love, Porter Band i inni)
- Piotr Ruszkowski – gitara, mandolina, gitara Dobro, buzuki (Mechanicy Shanty)
- Jacek Korzeniowski – organy Hammonda, Piano fendera

## Dyskografia
- Macho (1994)
- Niebieski ptak (1996)
- Podręczna miłość (2008)